# Svetlana Jitomirskaya
Vous pouvez partager vos connaissances en l’améliorant (comment ?) selon les recommandations des projets correspondants.
Svetlana Yakovlevna Jitomirskaya (russe : Светлана Яковлевна Житомирская), née le 4 juin 1966, est une mathématicienne ukrainienne qui travaille sur les systèmes dynamiques et la physique mathématique. Elle enseigne et dirige ses recherches à l'université de Californie à Irvine depuis 2000. 

## Formation et carrière
Jitomirskaya est née à Kharkiv, en Ukraine. Sa mère, Valentina Borok (1931–2004), et son père Yakov Zhitomirskii sont tous deux professeurs de mathématiques. Sa mère est spécialiste des équations aux dérivées partielles et professeure à Kharkiv. Son frère aîné Michail est également mathématicien. Elle épouse son ami Wladimir Mandelstam , lui-même mathématicien, avec lequel elle travaillera plus tard.
Elle étudie à l'université d'État de Moscou, où elle rencontre, entre autres, Vladimir Arnold et Iakov Sinaï. Elle y obtient son doctorat en 1991 sous la supervision de Iakov Sinaï, avec deux thèses intitulées Localization problems in the kicked rotator model (1987) et Spectral and statistical properties of lattice Hamiltonians (1990). Elle travaille avec son mari à l'Institut de géophysique de Moscou, avant de rejoindre le département de mathématiques à l'université de Californie à Irvine en 1991 comme maître de conférences, puis y devient assistant professor en 1994 et professeure en 2000. Elle a été professeure invitée à Caltech, au MSRI et au Centre de physique théorique du CNRS à Marseille. Elle a la double nationalité, russe et américaine.
Elle est connue pour sa résolution du ten martini problem (en) avec le mathématicien Artur Avila. Elle travaille également sur le spectre des opérateurs de Schrödinger quasi périodiques avec des connexions vers la théorie des effets Hall quantiques, les quasi-cristaux, les phénomènes de localisation et le chaos quantique.

## Prix et distinctions
Elle a reçu le prix Ruth-Lyttle-Satter en 2005 pour son travail pionnier sur la localisation quasipériodique non perturbative,. Elle a reçu une bourse Sloan en 1996.
En 1994 elle est conférencière invitée au congrès international de physique mathématique à Paris, avec pour sujet Everything about the almost Mathieu Operator, et de nouveau au congrès de 2006 avec une conférence plénière. Elle est conférencière invitée en 2002 au congrès international des mathématiciens, à Pékin, avec une conférence intitulée Nonperturbative localization.
Le 2 juillet 2022, elle reçoit le Ladyzhenskaya Prize in Mathematical Physics dans le cadre d'une session de (WM)², World Meeting for Women in Mathematics et de la  Probability and Mathematical Physics conference à Helsinki.

## Publications
- Svetlana Ya. Jitomirskaya, Metal-insulator transition for the almost Mathieu operator, vol. 150, coll. « Second Series », 1999, 1159–1175 p. (DOI 10.2307/121066, MR 1740982).
- Artur Avila et Svetlana Jitomirskaya, The Ten Martini Problem, vol. 170, coll. « Second Series », 2009, 303–342 p. (DOI 10.4007/annals.2009.170.303, MR 2521117).
- Svetlana Jitomirskaya et Yoram Last, Power-law subordinacy and singular spectra. I. Half-line operators, vol. 183, 1999, 171–189 p. (DOI 10.1007/BF02392827, MR 1738043).